# Club Deportivo Aguilar
El Club Deportivo Aguilar es un club de fútbol de España, con sede en la localidad de Aguilar de Campoo, situada en el norte de la provincia de Palencia. Fue fundado en 1947 y compite en la Primera División Provincial Aficionados de Castilla y León

## Historia
La historia del C. D. Aguilar se ha desarrollado principalmente en categorías regional y provincial de Castilla y León. Militó tres temporadas en la Tercera división española (1990/91, 1993/94 y 2002/03), en ninguna de las cuales consiguió la permanencia.
El 4 de mayo de 2008, el club logró el cuarto ascenso de su historia a Tercera División, al quedar campeón de su grupo de la Primera División Regional Aficionados de Castilla y León.
La temporada 2008/09 consiguió el mejor resultado de su historia, al finalizar en el 9.º puesto del grupo VIII de Tercera División. La campaña siguiente, 2009/10, finalizó en el lugar 17.º, y consiguió la permanencia al lograr el C.D. Guijuelo salvar la categoría en Segunda División B. En caso de haber descendido los salmantinos, habrían ocupado la plaza en 3.ª División del Aguilar.
La campaña 2011/12 el club descendió de 3.ª División debido al descenso a la categoría de otros clubes de la comunidad. La junta directiva aguilarense decidió renunciar a competir en Primera División Regional Aficionados de Castilla y León para hacerlo en 2012/13 en la inmediatamente inferior, la Categoría Provincial de Aficionados

## Uniforme
- Uniforme titular: Camiseta rojiblanca a listas verticales, pantalón negro y medias negras.

- Uniforme alternativo: Camiseta azul, pantalón blanco y medias azules.

## Estadio
Estadio Alberto Fernández, con capacidad para unas 5.000 personas. Está situado en la ciudad deportiva del mismo nombre, y fue nombrado en homenaje al ciclista Alberto Fernández, cántabro de nacimiento pero criado en Aguilar, que falleció en accidente en 1984.

## Entrenadores
El entrenador del C. D. Aguilar la temporada 2008/09 fue el exfutbolista Luis Sierra, que jugó en Primera División con el Sporting de Gijón y el C. P. Mérida, y natural de la cercana localidad de Alba de los Cardaños.
Tras la marcha de éste, el club contrató a Álvaro Gaona como preparador para la campaña 2009/10. Ante los malos resultados del equipo, Gaona fue cesado en noviembre de 2010, siendo sustituido por Chechu Mosquera.
Para la campaña 2010/11 el club volvió a contratar a Luis Sierra, que dos campañas antes había dirigido al equipo.

## Datos del club
- Dirección social: Paseo del Soto, 7, 34800 Aguilar de Campoo (Palencia)
- Teléfono: 979122192
- Presupuesto: s/d
- Socios:
- Patrocinador: Galletas Gullón
- Temporadas en 1.ª: 0
- Temporadas en 2.ª: 0
- Temporadas en 3.ª: 7
- Mejor puesto en la liga: 9.º (Tercera división española temporada 2008/09)[7]
- Peor puesto en la liga: 20.º (Tercera división española temporadas 1990/91 y 2002/03)[8][9]

## Trofeos amistosos
- Trofeo de la Galleta: (1) 2005